# Łowicki
Łowicki là một huyện thuộc tỉnh Łódzkie của Ba Lan. Huyện có diện tích 988 km². Đến ngày 1 tháng 1 năm 2011, dân số của huyện là 80878 người và mật độ 82 người/km².